# Fissura obliqua

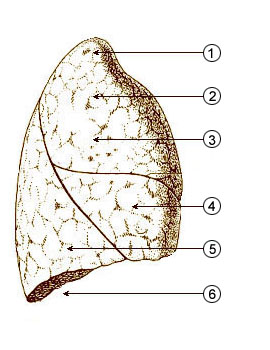
De rechter fissura obliqua scheidt de boven- en middenkwab (resp. 3 en 4) van de rechter onderkwab (5)

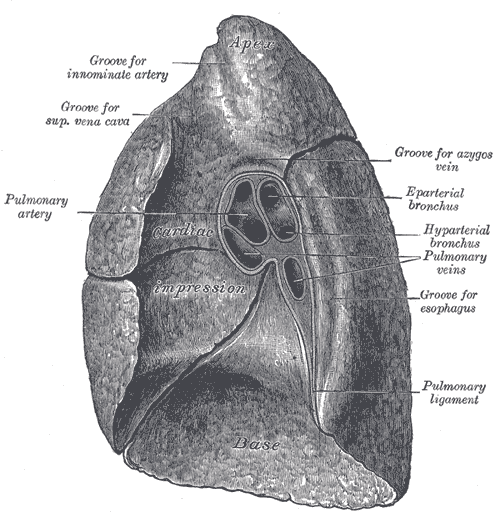
De rechterlong van mediaal gezien. De fissura obliqua loopt in het plaatje van rechtsboven naar linksonder

De fissura obliqua of voluit fissura obliqua pulmonis is de Latijnse benaming van een fissuur in beide longen. In de rechterlong scheidt de groeve de boven- en middenkwab van de onderkwab; in de linkerlong is de fissura obliqua gelegen tussen de boven- en de onderkwab. De fissura obliqua wordt ook wel fissura major genoemd, ter onderscheiding van de fissura horizontalis, een fissuur in de rechterlong, die ook wel fissura minor wordt genoemd.
De fissura obliqua loopt van de processus spinosus van de vierde thoracale wervel (T4) tot aan de kraakbenige overgang tussen het borstbeen en de zesde rib. In de rechterlong loopt de fissura obliqua verticaler dan in de linkerlong. Rechts doorsnijdt de fissuur de longbasis ongeveer zeven à acht centimeter posterior van de voorzijde van de borstkas.
Op longfoto's zijn de fissurae obliquae alleen als een witte lijn zichtbaar op de laterale opname, die een linkerzijaanzicht van de longen toont. Het verschil in verloop tussen de linker en rechter fissura obliqua is hierop goed zichtbaar. De lijnen projecteren bijna nooit over elkaar heen.